# Amerikaanse oeverloper
De Amerikaanse oeverloper (Actitis macularius) is een kleine Noord-Amerikaanse steltloper uit de familie van de strandlopers en snippen (Scolopacidae), verwant aan de oeverloper (Actitis hypoleucos).

## Kenmerken
De Amerikaanse oeverloper is groenachtig bruin op de rugzijde en witachtig op de onderzijde, zwartgevlekt in zomerkleed. De korte poten en de basis van de korte snavel zijn geel tot roze van kleur. De Amerikaanse oeverloper verschilt van de gewone oeverloper door de lichtere snavel en poten, de gevlekte buik in zomerkleed, de kortere staart en de licht naar beneden gebogen snavel. De Amerikaanse oeverloper in juveniel en winterkleed hebben een scherpere bandering op de vleugeldekveren, maar een minder scherpe bandering op de mantel en schouders. Juveniele Amerikaanse oeverlopers zijn tevens van juveniele gewone oeverlopers te onderscheiden door de kleinere zijborstvlekken en de wittere oogring en wenkbrauwstreep.
De Amerikaanse oeverloper heeft een lichaamslengte van 18 tot 20 centimeter, een spanwijdte van 30 tot 40 centimeter en een lichaamsgewicht van 19 tot 62 gram.

## Leefwijze
Tijdens het foerageren wipt de Amerikaanse oeverloper met zijn achterlijf en maakt hij voortdurend een kwetterend geluid.

## Voortplanting
In de broedtijd baltst en paart het vrouwtje met verscheidene mannetjes. De zorg voor de jongen laat ze aan hen over.
Het vrouwtje legt drie tot vijf eieren. De incubatietijd bedraagt 20 tot 24 dagen.

## Verspreiding en leefgebied
Hij broedt in zoetwatergebieden in Canada en de Verenigde Staten, zuidelijk tot Californië en South Carolina.  In september trekt hij naar het uiterste zuiden van de Verenigde Staten, de Caribische eilanden en in Latijns-Amerika tot Peru, Bolivia en Brazilië. In maart trekt hij weer terug naar de broedgebieden. Als dwaalgast wordt de soort soms in West-Europa waargenomen, voornamelijk op de Britse Eilanden.